# Elezioni comunali in Piemonte del 2014
Le elezioni comunali in Piemonte del 2014 si tennero il 25 maggio (con ballottaggio l'8 giugno). 

## Riepilogo Sindaci Eletti
| Provincia            | Comune            | Sindaco uscente | Sindaco uscente           | Sindaco eletto | Sindaco eletto           | Primo turno | Primo turno          | Secondo turno | Secondo turno | Seggi   |   |   |         |
| -------------------- | ----------------- | --------------- | ------------------------- | -------------- | ------------------------ | ----------- | -------------------- | ------------- | ------------- | ------- | - | - | ------- |
| Provincia            | Comune            | Torino          | Beinasco                  |                | Maurizio Piazza (PD)     |             | Maurizio Piazza (PD) | 6.474         | 61,16         | Seggi   | _ | _ | 10 / 16 |
| Chieri               |                   | Torino          | Francesco Lancione (Ind.) |                | Claudio Martano (PD)     | 8.223       | 41,76                | 8.031         | 64,43         | 15 / 24 |   |   |         |
| Collegno             |                   | Torino          | Silvana Accossato (PD)    |                | Francesco Casciano (PD)  | 15.948      | 56,51                | _             | _             | 15 / 24 |   |   |         |
| Giaveno              |                   | Torino          | Daniela Ruffino (FI)      |                | Carlo Giacone (Ind.)     | 2.689       | 27,69                | 4.175         | 53,59         | 10 / 16 |   |   |         |
| Leini                |                   | Torino          | Flavia Pellegrino (CP)    |                | Gabriella Leone (Ind.)   | 2.374       | 25,07                | 4.728         | 64,55         | 10 / 16 |   |   |         |
| Nichelino            |                   | Torino          | Giuseppe Catizone (PD)    |                | Angelino Riggio (Ind.)   | 5.890       | 21,95                | 8.231         | 50,92         | 10 / 24 |   |   |         |
| Piossasco            |                   | Torino          | Roberta Avola (PD)        |                | Roberta Avola (PD)       | 4.228       | 42,68                | 3.292         | 50,79         | 10 / 16 |   |   |         |
| Rivoli               |                   | Torino          | Franco Dessì (PD)         |                | Franco Dessì (PD)        | 12.880      | 46,31                | 9.242         | 54,27         | 15 / 24 |   |   |         |
| Settimo Torinese     |                   | Torino          | Aldo Corgiat (PD)         |                | Fabrizio Puppo (PD)      | 14.674      | 54,52                | _             | _             | 15 / 24 |   |   |         |
| Cuneo                | Alba              |                 | Maurizio Marello (PD)     |                | Maurizio Marello (PD)    | 9.188       | 50,63                | _             | _             | 15 / 24 |   |   |         |
| Cuneo                | Bra               |                 | Bruna Sibille (PD)        |                | Bruna Sibille (PD)       | 9.864       | 61,43                | _             | _             | 10 / 16 |   |   |         |
| Cuneo                | Fossano           |                 | Francesco Balocco (PD)    |                | Davide Sordella (PD)     | 6.464       | 46,77                | 6.788         | 64,07         | 10 / 16 |   |   |         |
| Cuneo                | Saluzzo           |                 | Paolo Allemano (PD)       |                | Mauro Calderoni (PD)     | 4.794       | 52,18                | _             | _             | 10 / 16 |   |   |         |
| Cuneo                | Savigliano        |                 | Sergio Soave (PD)         |                | Claudio Cussa (PD)       | 5.879       | 49,81                | 4.944         | 59,17         | 10 / 16 |   |   |         |
| Alessandria          | Casale Monferrato |                 | Giorgio Demezzi (FI)      |                | Concetta Palazzetti (PD) | 7.919       | 42,62                | 7.577         | 51,51         | 15 / 24 |   |   |         |
| Alessandria          | Novi Ligure       |                 | Lorenzo Robbiano (PD)     |                | Rocchino Muliere (PD)    | 6.972       | 47,39                | 6.163         | 59,34         | 10 / 16 |   |   |         |
| Alessandria          | Tortona           |                 | Massimo Berutti (FI)      |                | Gianluca Bardone (PD)    | 6.117       | 42,44                | 6.247         | 58,99         | 10 / 16 |   |   |         |
| Novara               | Galliate          |                 | Davide Ferrari (LN)       |                | Davide Ferrari (LN)      | 3.872       | 48,32                | 3.583         | 55,62         | 10 / 16 |   |   |         |
| Biella               | Biella            |                 | Donato Gentile (FI)       |                | Marco Cavicchioli (PD)   | 8.743       | 36,63                | 10.462        | 59,17         | 20 / 32 |   |   |         |
| Vercelli             | Vercelli          |                 | Andrea Corsaro (FI)       |                | Maura Forte (PD)         | 8.518       | 35,41                | 11.200        | 67,50         | 14 / 32 |   |   |         |
| Verbano-Cusio-Ossola | Verbania          |                 | Marco Zacchera (Ind.)     |                | Silvia Marchionini (PD)  | 7.788       | 46,91                | 8.185         | 77,89         | 20 / 32 |   |   |         |

## Voti ai candidati sindaco delle liste/coalizioni al primo turno.
| Liste/Coalizioni | Liste/Coalizioni   | Voti    | %      |
| ---------------- | ------------------ | ------- | ------ |
|                  | Centro-sinistra    | 163 760 | 45,74% |
|                  | Centro-destra      | 89 672  | 25,05% |
|                  | Movimento 5 Stelle | 54 927  | 15,34% |
|                  | Sinistra           | 13 728  | 3,83%  |
|                  | Centro             | 13 502  | 3,77%  |
|                  | Altri              | 22 396  | 6,26%  |
| Totale           | Totale             | 357 985 | 100%   |

## Torino

### Beinasco
|                                        | Maurizio Piazza ✔️ Sindaco | 6 474                | 61,16 | Partito Democratico | 4 703  | 44,79 | 9  |  |  |
| Beinasco Sostenibile                   | Maurizio Piazza ✔️ Sindaco | 6 474                | 61,16 | 523                 | 4,98   | 1     |    |  |  |
| Moderati                               | Maurizio Piazza ✔️ Sindaco | 6 474                | 61,16 | 399                 | 3,80   | –     |    |  |  |
| Partito Socialista Italiano            | Maurizio Piazza ✔️ Sindaco | 6 474                | 61,16 | 367                 | 3,50   | –     |    |  |  |
| Sinistra Ecologia Libertà              | Maurizio Piazza ✔️ Sindaco | 6 474                | 61,16 | 325                 | 3,10   | –     |    |  |  |
| Beinasco Partecipa                     | Maurizio Piazza ✔️ Sindaco | 6 474                | 61,16 | 115                 | 1,10   | –     |    |  |  |
|                                        | Eusebio Cursi              | 2 494                | 23,56 | Movimento 5 Stelle  | 2 462  | 23,45 | 3  |  |  |
| Seggio di coalizione                   | Seggio di coalizione       | Seggio di coalizione | 23,56 | 1                   |        |       |    |  |  |
|                                        | Cristiano Avanzi           | 1 618                | 15,28 | Forza Italia        | 851    | 8,11  | 1  |  |  |
| Lega Nord                              | Cristiano Avanzi           | 1 618                | 15,28 | 265                 | 2,52   | –     |    |  |  |
| Fratelli d'Italia - Alleanza Nazionale | Cristiano Avanzi           | 1 618                | 15,28 | 175                 | 1,67   | –     |    |  |  |
| Vivi Beinasco                          | Cristiano Avanzi           | 1 618                | 15,28 | 164                 | 1,56   | –     |    |  |  |
| Nuovo Centrodestra                     | Cristiano Avanzi           | 1 618                | 15,28 | 150                 | 1,43   | –     |    |  |  |
| Seggio di coalizione                   | Seggio di coalizione       | Seggio di coalizione | 15,28 | 1                   |        |       |    |  |  |
| Totale                                 | Totale                     | 10 586               | 100   |                     | 10 499 | 100   | 16 |  |  |
|                                        |                            |                      |       |                     |        |       |    |  |  |
| Fonte: Ministero dell'interno          |                            |                      |       |                     |        |       |    |  |  |

### Chieri
| Candidati                             | Candidati                  | II turno             | II turno            | I turno | I turno | Liste                                  | Voti   | %     | Seggi |
| Candidati                             | Candidati                  | Voti                 | %                   | Voti    | %       | Liste                                  | Voti   | %     | Seggi |
| ------------------------------------- | -------------------------- | -------------------- | ------------------- | ------- | ------- | -------------------------------------- | ------ | ----- | ----- |
|                                       | Claudio Martano ✔️ Sindaco | 8 031                | 64,43               | 8 223   | 41,76   | Partito Democratico                    | 5 867  | 30,20 | 12    |
| Chieri per Chieri                     | Claudio Martano ✔️ Sindaco | 8 031                | 64,43               | 8 223   | 41,76   | 1 316                                  | 6,77   | 2     |       |
| Chieri c'è                            | Claudio Martano ✔️ Sindaco | 8 031                | 64,43               | 8 223   | 41,76   | 576                                    | 2,96   | 1     |       |
| Sinistra Beni Comuni                  | Claudio Martano ✔️ Sindaco | 8 031                | 64,43               | 8 223   | 41,76   | 346                                    | 1,78   | –     |       |
|                                       | Francesco Lancione         | 4 434                | 35,57               | 5 938   | 30,15   | Lancione per Chieri                    | 2 267  | 11,67 | 3     |
| Forza Italia                          | Francesco Lancione         | 4 434                | 35,57               | 5 938   | 30,15   | 2 167                                  | 11,15  | 2     |       |
| Nuovo Centrodestra - Unione di Centro | Francesco Lancione         | 4 434                | 35,57               | 5 938   | 30,15   | 543                                    | 2,79   | –     |       |
| Lega Nord                             | Francesco Lancione         | 4 434                | 35,57               | 5 938   | 30,15   | 445                                    | 2,29   | –     |       |
| Scelta Civica per l'Italia            | Francesco Lancione         | 4 434                | 35,57               | 5 938   | 30,15   | 268                                    | 1,38   | –     |       |
| Azzurri Italiani                      | Francesco Lancione         | 4 434                | 35,57               | 5 938   | 30,15   | 172                                    | 0,89   | –     |       |
| Seggio di coalizione                  | Seggio di coalizione       | Seggio di coalizione | 35,57               | 5 938   | 30,15   | 1                                      |        |       |       |
|                                       | Paolo Savio                | Paolo Savio          | Paolo Savio         | 3 242   | 16,46   | Movimento 5 Stelle                     | 3 206  | 16,50 | 2     |
| Seggio di coalizione                  | Seggio di coalizione       | Seggio di coalizione | Paolo Savio         | 3 242   | 16,46   | 1                                      |        |       |       |
|                                       | Beatrice Pirocca           | Beatrice Pirocca     | Beatrice Pirocca    | 740     | 3,76    | Le Ali per Chieri                      | 393    | 2,02  | –     |
| Forza Chieri                          | Beatrice Pirocca           | Beatrice Pirocca     | Beatrice Pirocca    | 740     | 3,76    | 234                                    | 1,20   | –     |       |
| Destre Unite                          | Beatrice Pirocca           | Beatrice Pirocca     | Beatrice Pirocca    | 740     | 3,76    | 94                                     | 0,48   | –     |       |
|                                       | Luigi Sodano               | Luigi Sodano         | Luigi Sodano        | 551     | 2,80    | Fratelli d'Italia - Alleanza Nazionale | 548    | 2,82  | –     |
|                                       | Marco Stracquadaneo        | Marco Stracquadaneo  | Marco Stracquadaneo | 405     | 2,06    | Moderati                               | 406    | 2,09  | –     |
|                                       | Raffaele Furgiuele         | Raffaele Furgiuele   | Raffaele Furgiuele  | 237     | 1,20    | Chieri futura                          | 234    | 1,20  | –     |
|                                       | Luigi Cerini               | Luigi Cerini         | Luigi Cerini        | 197     | 1,00    | Rifondazione Comunista                 | 194    | 1,00  | –     |
|                                       | Antonio Sgarlata           | Antonio Sgarlata     | Antonio Sgarlata    | 160     | 0,81    | Partito Pensionati                     | 154    | 0,79  | –     |
| Totale                                | Totale                     | 12 465               | 100                 | 19 693  | 100     |                                        | 19 430 | 100   | 24    |
|                                       |                            |                      |                     |         |         |                                        |        |       |       |
| Fonte: Ministero dell'interno         |                            |                      |                     |         |         |                                        |        |       |       |

### Collegno
|                               | Francesco Casciano ✔️ Sindaco    | 15 948               | 56,51 | Partito Democratico | 12 419 | 44,31 | 12 |  |  |
| Sinistra Ecologia Libertà     | Francesco Casciano ✔️ Sindaco    | 15 948               | 56,51 | 1 360               | 4,85   | 1     |    |  |  |
| Centro Democratico            | Francesco Casciano ✔️ Sindaco    | 15 948               | 56,51 | 893                 | 3,19   | 1     |    |  |  |
| Moderati                      | Francesco Casciano ✔️ Sindaco    | 15 948               | 56,51 | 868                 | 3,10   | –     |    |  |  |
| Obiettivo Collegno            | Francesco Casciano ✔️ Sindaco    | 15 948               | 56,51 | 308                 | 1,10   | –     |    |  |  |
|                               | Domenico Monardo                 | 6 329                | 22,43 | Movimento 5 Stelle  | 6 300  | 22,48 | 4  |  |  |
| Seggio di coalizione          | Seggio di coalizione             | Seggio di coalizione | 22,43 | 1                   |        |       |    |  |  |
|                               | Carlo Boetti Villanis-Audifreddi | 2 263                | 8,02  | Uniti per Collegno  | 2 262  | 8,07  | 1  |  |  |
| Seggio di coalizione          | Seggio di coalizione             | Seggio di coalizione | 8,02  | 1                   |        |       |    |  |  |
|                               | Gerardo Andrea Di Filippo        | 1 453                | 5,15  | Collegno Insieme    | 1 432  | 5,11  | –  |  |  |
| Seggio di coalizione          | Seggio di coalizione             | Seggio di coalizione | 5,15  | 1                   |        |       |    |  |  |
|                               | Giovanni Lava                    | 1 266                | 4,49  | Civica per Collegno | 1 246  | 4,45  | –  |  |  |
| Seggio di coalizione          | Seggio di coalizione             | Seggio di coalizione | 4,49  | 1                   |        |       |    |  |  |
|                               | Gianluca Novero                  | 961                  | 3,41  | Collegno Quartieri  | 417    | 1,49  | –  |  |  |
| Federazione della Sinistra    | Gianluca Novero                  | 961                  | 3,41  | 336                 | 1,20   | –     |    |  |  |
| Rinnoviamo Collegno           | Gianluca Novero                  | 961                  | 3,41  | 191                 | 0,68   | –     |    |  |  |
| Totale                        | Totale                           | 28 220               | 100   |                     | 28 028 | 100   | 24 |  |  |
|                               |                                  |                      |       |                     |        |       |    |  |  |
| Fonte: Ministero dell'interno |                                  |                      |       |                     |        |       |    |  |  |

1. ↑  Include Forza Italia, Lega Nord, Fratelli d'Italia - Alleanza Nazionale e Nuovo Centrodestra

### Giaveno
| Candidati                         | Candidati                | II turno             | II turno         | I turno | I turno | Liste                           | Voti  | %     | Seggi |
| Candidati                         | Candidati                | Voti                 | %                | Voti    | %       | Liste                           | Voti  | %     | Seggi |
| --------------------------------- | ------------------------ | -------------------- | ---------------- | ------- | ------- | ------------------------------- | ----- | ----- | ----- |
|                                   | Carlo Giacone ✔️ Sindaco | 4 175                | 53,59            | 2 689   | 27,69   | Cambiamo Giaveno                | 1 137 | 12,08 | 5     |
| Uniti per Giaveno                 | Carlo Giacone ✔️ Sindaco | 4 175                | 53,59            | 2 689   | 27,69   | 1 021                           | 10,84 | 4     |       |
| Giaveno e le sue Borgate          | Carlo Giacone ✔️ Sindaco | 4 175                | 53,59            | 2 689   | 27,69   | 378                             | 4,01  | 1     |       |
|                                   | Stefano Tizzani          | 3 616                | 46,41            | 4 034   | 41,54   | Per Giaveno con Daniela Ruffino | 1 627 | 17,28 | 2     |
| Insieme per Giaveno               | Stefano Tizzani          | 3 616                | 46,41            | 4 034   | 41,54   | 1 273                           | 13,52 | 1     |       |
| Giaveno la Tua Scelta             | Stefano Tizzani          | 3 616                | 46,41            | 4 034   | 41,54   | 724                             | 7,69  | –     |       |
| Concretamente...per Giaveno       | Stefano Tizzani          | 3 616                | 46,41            | 4 034   | 41,54   | 302                             | 3,21  | –     |       |
| Seggio di coalizione              | Seggio di coalizione     | Seggio di coalizione | 46,41            | 4 034   | 41,54   | 1                               |       |       |       |
|                                   | Vilma Beccaria           | Vilma Beccaria       | Vilma Beccaria   | 1 633   | 16,81   | Partito Democratico             | 1 066 | 11,32 | –     |
| Medici per l'Ospedale di Giaveno  | Vilma Beccaria           | Vilma Beccaria       | Vilma Beccaria   | 1 633   | 16,81   | 422                             | 4,48  | –     |       |
| Sinistra Lavoro Ambiente Legalità | Vilma Beccaria           | Vilma Beccaria       | Vilma Beccaria   | 1 633   | 16,81   | 123                             | 1,31  | –     |       |
| Seggio di coalizione              | Seggio di coalizione     | Seggio di coalizione | Vilma Beccaria   | 1 633   | 16,81   | 1                               |       |       |       |
|                                   | Domenico Monardo         | Domenico Monardo     | Domenico Monardo | 1 356   | 13,96   | Movimento 5 Stelle              | 1 343 | 14,26 | –     |
| Seggio di coalizione              | Seggio di coalizione     | Seggio di coalizione | Domenico Monardo | 1 356   | 13,96   | 1                               |       |       |       |
| Totale                            | Totale                   | 7 791                | 100              | 9 712   | 100     |                                 | 9 416 | 100   | 16    |
|                                   |                          |                      |                  |         |         |                                 |       |       |       |
| Fonte: Ministero dell'interno     |                          |                      |                  |         |         |                                 |       |       |       |

### Leini
| Candidati                       | Candidati                  | II turno                | II turno                | I turno | I turno | Liste                     | Voti  | %     | Seggi |
| Candidati                       | Candidati                  | Voti                    | %                       | Voti    | %       | Liste                     | Voti  | %     | Seggi |
| ------------------------------- | -------------------------- | ----------------------- | ----------------------- | ------- | ------- | ------------------------- | ----- | ----- | ----- |
|                                 | Gabriella Leone ✔️ Sindaco | 4 728                   | 64,55                   | 2 374   | 25,07   | Leinì con Gabriella Leone | 1 687 | 18,44 | 8     |
| Uniti a Leinì                   | Gabriella Leone ✔️ Sindaco | 4 728                   | 64,55                   | 2 374   | 25,07   | 554                       | 6,05  | 2     |       |
|                                 | Giuseppe Musolino          | 2 597                   | 35,45                   | 1 968   | 20,78   | Rinasce Leinì             | 853   | 9,32  | 1     |
| Rinasce Leinì                   | Giuseppe Musolino          | 2 597                   | 35,45                   | 1 968   | 20,78   | 525                       | 5,74  | –     |       |
| Impegno Concreto                | Giuseppe Musolino          | 2 597                   | 35,45                   | 1 968   | 20,78   | 510                       | 5,57  | –     |       |
| Seggio di coalizione            | Seggio di coalizione       | Seggio di coalizione    | 35,45                   | 1 968   | 20,78   | 1                         |       |       |       |
|                                 | Renato Pittalis            | Renato Pittalis         | Renato Pittalis         | 1 577   | 16,65   | Cambia Leinì con Noi      | 1 129 | 12,34 | –     |
| Leinì Spazio Giovani            | Renato Pittalis            | Renato Pittalis         | Renato Pittalis         | 1 577   | 16,65   | 388                       | 4,24  | –     |       |
| Seggio di coalizione            | Seggio di coalizione       | Seggio di coalizione    | Renato Pittalis         | 1 577   | 16,65   | 1                         |       |       |       |
|                                 | Gianfranco Brugiafreddo    | Gianfranco Brugiafreddo | Gianfranco Brugiafreddo | 1 321   | 13,95   | Partito Democratico       | 1 036 | 11,32 | –     |
| Leinì Futura                    | Gianfranco Brugiafreddo    | Gianfranco Brugiafreddo | Gianfranco Brugiafreddo | 1 321   | 13,95   | 195                       | 2,13  | –     |       |
| Moderati                        | Gianfranco Brugiafreddo    | Gianfranco Brugiafreddo | Gianfranco Brugiafreddo | 1 321   | 13,95   | 78                        | 0,85  | –     |       |
| Seggio di coalizione            | Seggio di coalizione       | Seggio di coalizione    | Gianfranco Brugiafreddo | 1 321   | 13,95   | 1                         |       |       |       |
|                                 | Silvia Cossu               | Silvia Cossu            | Silvia Cossu            | 1 183   | 12,49   | Movimento 5 Stelle        | 1 180 | 12,90 | –     |
| Seggio di coalizione            | Seggio di coalizione       | Seggio di coalizione    | Silvia Cossu            | 1 183   | 12,49   | 1                         |       |       |       |
|                                 | Silvano Riva               | Silvano Riva            | Silvano Riva            | 989     | 10,44   | Forza Italia              | 664   | 7,26  | –     |
| Lega Nord                       | Silvano Riva               | Silvano Riva            | Silvano Riva            | 989     | 10,44   | 191                       | 2,09  | –     |       |
| Nuovo Centrodestra - Lista Riva | Silvano Riva               | Silvano Riva            | Silvano Riva            | 989     | 10,44   | 109                       | 1,19  | –     |       |
| Seggio di coalizione            | Seggio di coalizione       | Seggio di coalizione    | Silvano Riva            | 989     | 10,44   | 1                         |       |       |       |
|                                 | Silvio Aldo Chiarioni      | Silvio Aldo Chiarioni   | Silvio Aldo Chiarioni   | 58      | 0,61    | Movimento per Leinì       | 51    | 0,56  | –     |
| Totale                          | Totale                     | 7 325                   | 100                     | 9 470   | 100     |                           | 9 150 | 100   | 16    |
|                                 |                            |                         |                         |         |         |                           |       |       |       |
| Fonte: Ministero dell'interno   |                            |                         |                         |         |         |                           |       |       |       |

### Nichelino
| Candidati                      | Candidati                  | II turno             | II turno         | I turno | I turno | Liste                                  | Voti   | %     | Seggi |
| Candidati                      | Candidati                  | Voti                 | %                | Voti    | %       | Liste                                  | Voti   | %     | Seggi |
| ------------------------------ | -------------------------- | -------------------- | ---------------- | ------- | ------- | -------------------------------------- | ------ | ----- | ----- |
|                                | Angelino Riggio ✔️ Sindaco | 8 231                | 50,92            | 5 890   | 21,95   | Difendiamo le Primarie                 | 2 163  | 8,19  | 4     |
| Democratici per Nichelino      | Angelino Riggio ✔️ Sindaco | 8 231                | 50,92            | 5 890   | 21,95   | 1 804                                  | 6,83   | 3     |       |
| D'Aveni per Nichelino          | Angelino Riggio ✔️ Sindaco | 8 231                | 50,92            | 5 890   | 21,95   | 1 252                                  | 4,74   | 2     |       |
| Partito dei Comunisti Italiani | Angelino Riggio ✔️ Sindaco | 8 231                | 50,92            | 5 890   | 21,95   | 466                                    | 1,76   | 1     |       |
|                                | Santo Cistaro              | 7 934                | 49,08            | 8 371   | 31,19   | Partito Democratico                    | 5 117  | 19,37 | 4     |
| Moderati                       | Santo Cistaro              | 7 934                | 49,08            | 8 371   | 31,19   | 1 241                                  | 4,70   | –     |       |
| Cistaro Sindaco                | Santo Cistaro              | 7 934                | 49,08            | 8 371   | 31,19   | 837                                    | 3,17   | –     |       |
| Sinistra Ecologia Libertà      | Santo Cistaro              | 7 934                | 49,08            | 8 371   | 31,19   | 598                                    | 2,26   | –     |       |
| Nichelino ai Nichelinesi       | Santo Cistaro              | 7 934                | 49,08            | 8 371   | 31,19   | 291                                    | 1,10   | –     |       |
| Partito Socialista Italiano    | Santo Cistaro              | 7 934                | 49,08            | 8 371   | 31,19   | 290                                    | 1,10   | –     |       |
| Seggio di coalizione           | Seggio di coalizione       | Seggio di coalizione | 49,08            | 8 371   | 31,19   | 1                                      |        |       |       |
|                                | Domenico Cuppari           | Domenico Cuppari     | Domenico Cuppari | 5 739   | 21,39   | Movimento 5 Stelle                     | 5 698  | 21,57 | 2     |
| Seggio di coalizione           | Seggio di coalizione       | Seggio di coalizione | Domenico Cuppari | 5 739   | 21,39   | 1                                      |        |       |       |
|                                | Franco Fattori             | Franco Fattori       | Franco Fattori   | 3 397   | 12,66   | Nichelino Domani (A)                   | 1 217  | 4,61  | 2     |
| Noi per Nichelino (B)          | Franco Fattori             | Franco Fattori       | Franco Fattori   | 3 397   | 12,66   | 1 098                                  | 4,16   | 1     |       |
| Adesso Basta! (C)              | Franco Fattori             | Franco Fattori       | Franco Fattori   | 3 397   | 12,66   | 559                                    | 2,12   | 1     |       |
| Nichelino Rinasce (D)          | Franco Fattori             | Franco Fattori       | Franco Fattori   | 3 397   | 12,66   | 400                                    | 1,51   | –     |       |
| Seggio di coalizione           | Seggio di coalizione       | Seggio di coalizione | Franco Fattori   | 3 397   | 12,66   | 1                                      |        |       |       |
|                                | Maria Pia Parisi           | Maria Pia Parisi     | Maria Pia Parisi | 2 113   | 7,87    | Forza Italia                           | 2 103  | 7,96  | –     |
| Seggio di coalizione           | Seggio di coalizione       | Seggio di coalizione | Maria Pia Parisi | 2 113   | 7,87    | 1                                      |        |       |       |
|                                | Andrea Sinopoli            | Andrea Sinopoli      | Andrea Sinopoli  | 809     | 3,01    | Fratelli d'Italia - Alleanza Nazionale | 792    | 3,00  | –     |
|                                | Luigi Infantino            | Luigi Infantino      | Luigi Infantino  | 517     | 1,93    | Partito della Rifondazione Comunista   | 495    | 1,87  | –     |
| Totale                         | Totale                     | 16 165               | 100              | 26 836  | 100     |                                        | 26 421 | 100   | 24    |
|                                |                            |                      |                  |         |         |                                        |        |       |       |
| Fonte: Ministero dell'interno  |                            |                      |                  |         |         |                                        |        |       |       |

### Piossasco
| Candidati                              | Candidati                  | II turno             | II turno            | I turno | I turno | Liste                      | Voti  | %     | Seggi |
| Candidati                              | Candidati                  | Voti                 | %                   | Voti    | %       | Liste                      | Voti  | %     | Seggi |
| -------------------------------------- | -------------------------- | -------------------- | ------------------- | ------- | ------- | -------------------------- | ----- | ----- | ----- |
|                                        | Angelino Riggio ✔️ Sindaco | 3 292                | 50,79               | 4 228   | 42,68   | Partito Democratico        | 3 132 | 31,89 | 8     |
| Insieme con Roberta                    | Angelino Riggio ✔️ Sindaco | 3 292                | 50,79               | 4 228   | 42,68   | 531                        | 5,41  | 1     |       |
| Sinistra Indipendente                  | Angelino Riggio ✔️ Sindaco | 3 292                | 50,79               | 4 228   | 42,68   | 512                        | 5,21  | 1     |       |
|                                        | Francesco Colucci          | 3 189                | 49,21               | 2 493   | 25,16   | Movimento 5 Stelle         | 2 494 | 25,39 | 2     |
| Seggio di coalizione                   | Seggio di coalizione       | Seggio di coalizione | 49,21               | 2 493   | 25,16   | 1                          |       |       |       |
|                                        | Claudio Gamba              | Claudio Gamba        | Claudio Gamba       | 2 021   | 20,40   | Forza Italia               | 1 306 | 13,30 | 2     |
| Lega Nord                              | Claudio Gamba              | Claudio Gamba        | Claudio Gamba       | 2 021   | 20,40   | 475                        | 4,84  | –     |       |
| Fratelli d'Italia - Alleanza Nazionale | Claudio Gamba              | Claudio Gamba        | Claudio Gamba       | 2 021   | 20,40   | 219                        | 2,23  | –     |       |
| Seggio di coalizione                   | Seggio di coalizione       | Seggio di coalizione | Claudio Gamba       | 2 021   | 20,40   | 1                          |       |       |       |
|                                        | Salvatore Cammarata        | Salvatore Cammarata  | Salvatore Cammarata | 518     | 5,23    | Moderati                   | 216   | 2,20  | –     |
| Piossasco 2014                         | Salvatore Cammarata        | Salvatore Cammarata  | Salvatore Cammarata | 518     | 5,23    | 206                        | 2,10  | –     |       |
| Piossasco Democratica                  | Salvatore Cammarata        | Salvatore Cammarata  | Salvatore Cammarata | 518     | 5,23    | 91                         | 0,93  | –     |       |
|                                        | Antonio Fraggiacomo        | Antonio Fraggiacomo  | Antonio Fraggiacomo | 408     | 4,12    | Vivi Piossasco             | 406   | 4,13  | –     |
|                                        | Rocco Giorgio              | Rocco Giorgio        | Rocco Giorgio       | 239     | 2,41    | Federazione della Sinistra | 234   | 2,38  | –     |
| Totale                                 | Totale                     | 6 481                | 100                 | 9 907   | 100     |                            | 9 822 | 100   | 16    |
|                                        |                            |                      |                     |         |         |                            |       |       |       |
| Fonte: Ministero dell'interno          |                            |                      |                     |         |         |                            |       |       |       |

### Rivoli
| Candidati                                                        | Candidati                      | II turno             | II turno          | I turno | I turno | Liste                                  | Voti   | %     | Seggi |
| Candidati                                                        | Candidati                      | Voti                 | %                 | Voti    | %       | Liste                                  | Voti   | %     | Seggi |
| ---------------------------------------------------------------- | ------------------------------ | -------------------- | ----------------- | ------- | ------- | -------------------------------------- | ------ | ----- | ----- |
|                                                                  | Franco Giusto Dessì ✔️ Sindaco | 9 242                | 54,27             | 12 880  | 46,31   | Partito Democratico                    | 10 219 | 37,05 | 14    |
| Moderati                                                         | Franco Giusto Dessì ✔️ Sindaco | 9 242                | 54,27             | 12 880  | 46,31   | 1 313                                  | 4,76   | 1     |       |
| Sinistra Ecologia Libertà - Partito della Rifondazione Comunista | Franco Giusto Dessì ✔️ Sindaco | 9 242                | 54,27             | 12 880  | 46,31   | 653                                    | 2,37   | –     |       |
| Energie per Rivoli                                               | Franco Giusto Dessì ✔️ Sindaco | 9 242                | 54,27             | 12 880  | 46,31   | 605                                    | 2,19   | –     |       |
|                                                                  | Stefano Torrese                | 7 788                | 45,73             | 6 747   | 24,26   | Movimento 5 Stelle                     | 6 687  | 24,24 | 5     |
| Seggio di coalizione                                             | Seggio di coalizione           | Seggio di coalizione | 45,73             | 6 747   | 24,26   | 1                                      |        |       |       |
|                                                                  | Alfonso Lettieri               | Alfonso Lettieri     | Alfonso Lettieri  | 3 128   | 11,25   | Forza Italia                           | 2 456  | 8,90  | 1     |
| Lega Nord                                                        | Alfonso Lettieri               | Alfonso Lettieri     | Alfonso Lettieri  | 3 128   | 11,25   | 653                                    | 2,37   | –     |       |
| Seggio di coalizione                                             | Seggio di coalizione           | Seggio di coalizione | Alfonso Lettieri  | 3 128   | 11,25   | 1                                      |        |       |       |
|                                                                  | Giovanna Massaro               | Giovanna Massaro     | Giovanna Massaro  | 1 697   | 6,10    | Dalla Parte dei Cittadini              | 1 686  | 6,11  | –     |
| Seggio di coalizione                                             | Seggio di coalizione           | Seggio di coalizione | Giovanna Massaro  | 1 697   | 6,10    | 1                                      |        |       |       |
|                                                                  | Valerio Calosso                | Valerio Calosso      | Valerio Calosso   | 971     | 3,49    | Fratelli d'Italia - Alleanza Nazionale | 962    | 3,49  | –     |
|                                                                  | Giorgio Bordiga                | Giorgio Bordiga      | Giorgio Bordiga   | 932     | 3,35    | Rivoli Insieme                         | 924    | 3,35  | –     |
|                                                                  | Aldo Comoretto                 | Aldo Comoretto       | Aldo Comoretto    | 896     | 3,22    | Nuovo Centrodestra                     | 882    | 3,20  | –     |
|                                                                  | Avernino Di Croce              | Avernino Di Croce    | Avernino Di Croce | 560     | 2,01    | Italia dei Valori                      | 346    | 1,25  | –     |
| Rivoli Volta Pagina                                              | Avernino Di Croce              | Avernino Di Croce    | Avernino Di Croce | 560     | 2,01    | 199                                    | 0,72   | –     |       |
| Totale                                                           | Totale                         | 17 030               | 100               | 27 811  | 100     |                                        | 27 585 | 100   | 24    |
|                                                                  |                                |                      |                   |         |         |                                        |        |       |       |
| Fonte: Ministero dell'interno                                    |                                |                      |                   |         |         |                                        |        |       |       |

### Settimo Torinese
|                                        | Fabrizio Puppo ✔️ Sindaco | 14 674               | 54,52 | Partito Democratico                  | 10 800 | 40,40 | 13 |  |  |
| Insieme per Settimo                    | Fabrizio Puppo ✔️ Sindaco | 14 674               | 54,52 | 1 398                                | 5,23   | 1     |    |  |  |
| Moderati                               | Fabrizio Puppo ✔️ Sindaco | 14 674               | 54,52 | 1 111                                | 4,16   | 1     |    |  |  |
| Sinistra Ecologia Libertà              | Fabrizio Puppo ✔️ Sindaco | 14 674               | 54,52 | 579                                  | 2,17   | –     |    |  |  |
| Partito Socialista Italiano            | Fabrizio Puppo ✔️ Sindaco | 14 674               | 54,52 | 472                                  | 1,77   | –     |    |  |  |
| Centro Democratico                     | Fabrizio Puppo ✔️ Sindaco | 14 674               | 54,52 | 297                                  | 1,11   | –     |    |  |  |
|                                        | Massimo Del Vago          | 5 748                | 21,36 | Movimento 5 Stelle                   | 5 664  | 21,19 | 4  |  |  |
| Seggio di coalizione                   | Seggio di coalizione      | Seggio di coalizione | 21,36 | 1                                    |        |       |    |  |  |
|                                        | Giuseppe Palena           | 5 243                | 19,48 | Forza Italia                         | 1 871  | 7,00  | 2  |  |  |
| Uniti per Settimo                      | Giuseppe Palena           | 5 243                | 19,48 | 1 505                                | 5,63   | 1     |    |  |  |
| Lista Città di Settimo                 | Giuseppe Palena           | 5 243                | 19,48 | 741                                  | 2,77   | –     |    |  |  |
| Nuovo Centrodestra                     | Giuseppe Palena           | 5 243                | 19,48 | 413                                  | 1,55   | –     |    |  |  |
| Fratelli d'Italia - Alleanza Nazionale | Giuseppe Palena           | 5 243                | 19,48 | 398                                  | 1,49   | –     |    |  |  |
| No a Privilegi a Zingari e Immigrati   | Giuseppe Palena           | 5 243                | 19,48 | 272                                  | 1,02   | –     |    |  |  |
| Seggio di coalizione                   | Seggio di coalizione      | Seggio di coalizione | 19,48 | 1                                    |        |       |    |  |  |
|                                        | Patrizia Camedda          | 502                  | 1,87  | Partito della Rifondazione Comunista | 477    | 1,78  | –  |  |  |
|                                        | Natalino Pastore          | 446                  | 1,66  | Settimo Sei Tu                       | 434    | 1,62  | –  |  |  |
|                                        | Pietro Lapertosa          | 302                  | 1,12  | Italia dei Valori                    | 298    | 1,11  | –  |  |  |
| Totale                                 | Totale                    | 26 915               | 100   |                                      | 26 730 | 100   | 24 |  |  |
|                                        |                           |                      |       |                                      |        |       |    |  |  |
| Fonte: Ministero dell'interno          |                           |                      |       |                                      |        |       |    |  |  |

## Alessandria

### Casale Monferrato
| Candidati                              | Candidati                      | II turno               | II turno               | I turno | I turno | Liste                | Voti   | %     | Seggi |
| Candidati                              | Candidati                      | Voti                   | %                      | Voti    | %       | Liste                | Voti   | %     | Seggi |
| -------------------------------------- | ------------------------------ | ---------------------- | ---------------------- | ------- | ------- | -------------------- | ------ | ----- | ----- |
|                                        | Concetta Palazzetti ✔️ Sindaco | 7 577                  | 51,51                  | 7 919   | 42,62   | Partito Democratico  | 4 552  | 24,87 | 10    |
| Casale Cuore del Monferrato            | Concetta Palazzetti ✔️ Sindaco | 7 577                  | 51,51                  | 7 919   | 42,62   | 1 347                | 7,36   | 3     |       |
| Lista Titti Palazzetti                 | Concetta Palazzetti ✔️ Sindaco | 7 577                  | 51,51                  | 7 919   | 42,62   | 1 102                | 6,02   | 2     |       |
| Uniti per Casale                       | Concetta Palazzetti ✔️ Sindaco | 7 577                  | 51,51                  | 7 919   | 42,62   | 393                  | 2,15   | –     |       |
| Moderati                               | Concetta Palazzetti ✔️ Sindaco | 7 577                  | 51,51                  | 7 919   | 42,62   | 230                  | 1,26   | –     |       |
| Patto con i Cittadini                  | Concetta Palazzetti ✔️ Sindaco | 7 577                  | 51,51                  | 7 919   | 42,62   | 197                  | 1,08   | –     |       |
|                                        | Giorgio Demezzi                | 7 132                  | 48,49                  | 7 592   | 40,86   | Forza Italia         | 3 766  | 20,58 | 4     |
| Voce Civica                            | Giorgio Demezzi                | 7 132                  | 48,49                  | 7 592   | 40,86   | 1 487                | 8,12   | 1     |       |
| Fratelli d'Italia - Alleanza Nazionale | Giorgio Demezzi                | 7 132                  | 48,49                  | 7 592   | 40,86   | 1 096                | 5,99   | 1     |       |
| Lega Nord                              | Giorgio Demezzi                | 7 132                  | 48,49                  | 7 592   | 40,86   | 830                  | 4,53   | 1     |       |
| Nuovo Centrodestra - Unione di Centro  | Giorgio Demezzi                | 7 132                  | 48,49                  | 7 592   | 40,86   | 290                  | 1,58   | –     |       |
| Seggio di coalizione                   | Seggio di coalizione           | Seggio di coalizione   | 48,49                  | 7 592   | 40,86   | 1                    |        |       |       |
|                                        | Giuseppe Ferrigno              | Giuseppe Ferrigno      | Giuseppe Ferrigno      | 1 410   | 7,59    | Movimento 5 Stelle   | 1 410  | 7,70  | –     |
| Seggio di coalizione                   | Seggio di coalizione           | Seggio di coalizione   | Giuseppe Ferrigno      | 1 410   | 7,59    | 1                    |        |       |       |
|                                        | Mirella Ruo Bernucchio         | Mirella Ruo Bernucchio | Mirella Ruo Bernucchio | 571     | 3,07    | Casale Bene Comune   | 541    | 2,96  | –     |
|                                        | Massimo De Bernardi            | Massimo De Bernardi    | Massimo De Bernardi    | 564     | 3,04    | Nuove Frontiere      | 551    | 3,01  | –     |
|                                        | Francesco Mazzucco             | Francesco Mazzucco     | Francesco Mazzucco     | 365     | 1,96    | Democrazia Cristiana | 355    | 1,94  | –     |
|                                        | Danilo Podda                   | Danilo Podda           | Danilo Podda           | 159     | 0,86    | Cittadini per Casale | 156    | 0,85  | –     |
| Totale                                 | Totale                         | 14 709                 | 100                    | 18 580  | 100     |                      | 18 303 | 100   | 24    |
|                                        |                                |                        |                        |         |         |                      |        |       |       |
| Fonte: Ministero dell'interno          |                                |                        |                        |         |         |                      |        |       |       |

### Novi Ligure
| Candidati                     | Candidati                   | II turno             | II turno            | I turno | I turno | Liste                                   | Voti   | %     | Seggi |
| Candidati                     | Candidati                   | Voti                 | %                   | Voti    | %       | Liste                                   | Voti   | %     | Seggi |
| ----------------------------- | --------------------------- | -------------------- | ------------------- | ------- | ------- | --------------------------------------- | ------ | ----- | ----- |
|                               | Rocchino Muliere ✔️ Sindaco | 6 163                | 59,34               | 6 972   | 47,39   | Partito Democratico                     | 5 243  | 35,89 | 9     |
| 20 per Novi                   | Rocchino Muliere ✔️ Sindaco | 6 163                | 59,34               | 6 972   | 47,39   | 527                                     | 3,61   | 1     |       |
| Noi per Novi                  | Rocchino Muliere ✔️ Sindaco | 6 163                | 59,34               | 6 972   | 47,39   | 317                                     | 2,17   | –     |       |
| In Campo per Novi             | Rocchino Muliere ✔️ Sindaco | 6 163                | 59,34               | 6 972   | 47,39   | 312                                     | 2,14   | –     |       |
| Partito Socialista Italiano   | Rocchino Muliere ✔️ Sindaco | 6 163                | 59,34               | 6 972   | 47,39   | 284                                     | 1,94   | –     |       |
| Sinistra Ecologia Libertà     | Rocchino Muliere ✔️ Sindaco | 6 163                | 59,34               | 6 972   | 47,39   | 135                                     | 0,92   | –     |       |
| Moderati                      | Rocchino Muliere ✔️ Sindaco | 6 163                | 59,34               | 6 972   | 47,39   | 109                                     | 0,75   | –     |       |
|                               | Fabrizio Gallo              | 4 223                | 40,66               | 3 225   | 21,92   | Movimento 5 Stelle                      | 3 197  | 21,88 | 2     |
| Seggio di coalizione          | Seggio di coalizione        | Seggio di coalizione | 40,66               | 3 225   | 21,92   | 1                                       |        |       |       |
|                               | Costanzo Cuccuru            | Costanzo Cuccuru     | Costanzo Cuccuru    | 2 025   | 13,76   | Forza Italia                            | 1 418  | 9,71  | 1     |
| Lega Nord                     | Costanzo Cuccuru            | Costanzo Cuccuru     | Costanzo Cuccuru    | 2 025   | 13,76   | 460                                     | 3,15   | –     |       |
| Per Novi con Cuccuru          | Costanzo Cuccuru            | Costanzo Cuccuru     | Costanzo Cuccuru    | 2 025   | 13,76   | 146                                     | 1,00   | –     |       |
| Seggio di coalizione          | Seggio di coalizione        | Seggio di coalizione | Costanzo Cuccuru    | 2 025   | 13,76   | 1                                       |        |       |       |
|                               | Maria Rosa Porta            | Maria Rosa Porta     | Maria Rosa Porta    | 911     | 6,19    | X Novi Maria Rosa Porta Sindaco         | 910    | 6,23  | –     |
| Seggio di coalizione          | Seggio di coalizione        | Seggio di coalizione | Maria Rosa Porta    | 911     | 6,19    | 1                                       |        |       |       |
|                               | Giuseppe Dolcino            | Giuseppe Dolcino     | Giuseppe Dolcino    | 467     | 3,17    | Al Servizio dei Novesi                  | 454    | 3,11  | –     |
|                               | Andrea Scotto               | Andrea Scotto        | Andrea Scotto       | 419     | 2,85    | Fd'I-AN - Comitato Alfare - Avanti Novi | 409    | 2,80  | –     |
|                               | Francesco Sofio             | Francesco Sofio      | Francesco Sofio     | 416     | 2,83    | Progetto Comune                         | 415    | 2,84  | –     |
|                               | Alessandro Molinari         | Alessandro Molinari  | Alessandro Molinari | 277     | 1,88    | A...Sinistra                            | 274    | 1,88  | –     |
| Totale                        | Totale                      | 10 386               | 100                 | 14 712  | 100     |                                         | 14 610 | 100   | 16    |
|                               |                             |                      |                     |         |         |                                         |        |       |       |
| Fonte: Ministero dell'interno |                             |                      |                     |         |         |                                         |        |       |       |

### Tortona
| Candidati                              | Candidati                   | II turno             | II turno           | I turno | I turno | Liste               | Voti   | %     | Seggi |
| Candidati                              | Candidati                   | Voti                 | %                  | Voti    | %       | Liste               | Voti   | %     | Seggi |
| -------------------------------------- | --------------------------- | -------------------- | ------------------ | ------- | ------- | ------------------- | ------ | ----- | ----- |
|                                        | Gianluca Bardone ✔️ Sindaco | 6 247                | 58,99              | 6 117   | 42,44   | Partito Democratico | 3 510  | 24,93 | 7     |
| Moderati                               | Gianluca Bardone ✔️ Sindaco | 6 247                | 58,99              | 6 117   | 42,44   | 707                 | 5,02   | 1     |       |
| Insieme per Tortona                    | Gianluca Bardone ✔️ Sindaco | 6 247                | 58,99              | 6 117   | 42,44   | 594                 | 4,22   | 1     |       |
| Siamo Tortona                          | Gianluca Bardone ✔️ Sindaco | 6 247                | 58,99              | 6 117   | 42,44   | 585                 | 4,15   | 1     |       |
| Tortona Viva                           | Gianluca Bardone ✔️ Sindaco | 6 247                | 58,99              | 6 117   | 42,44   | 455                 | 3,23   | –     |       |
| Sinistra Ecologia Libertà              | Gianluca Bardone ✔️ Sindaco | 6 247                | 58,99              | 6 117   | 42,44   | 142                 | 1,01   | –     |       |
|                                        | Giuseppe Bottazzi           | 4 343                | 41,01              | 5 109   | 35,45   | Forza Italia        | 2 665  | 18,93 | 4     |
| Lega Nord                              | Giuseppe Bottazzi           | 4 343                | 41,01              | 5 109   | 35,45   | 585                 | 4,15   | –     |       |
| Nel Cuore di Tortona                   | Giuseppe Bottazzi           | 4 343                | 41,01              | 5 109   | 35,45   | 549                 | 3,90   | –     |       |
| Tortona da Vivere                      | Giuseppe Bottazzi           | 4 343                | 41,01              | 5 109   | 35,45   | 451                 | 3,20   | –     |       |
| Fratelli d'Italia - Alleanza Nazionale | Giuseppe Bottazzi           | 4 343                | 41,01              | 5 109   | 35,45   | 442                 | 3,14   | –     |       |
| Nuovo Centrodestra - Unione di Centro  | Giuseppe Bottazzi           | 4 343                | 41,01              | 5 109   | 35,45   | 314                 | 2,23   | –     |       |
| Seggio di coalizione                   | Seggio di coalizione        | Seggio di coalizione | 41,01              | 5 109   | 35,45   | 1                   |        |       |       |
|                                        | Danilo Bottiroli            | Danilo Bottiroli     | Danilo Bottiroli   | 1 937   | 13,44   | Movimento 5 Stelle  | 1 884  | 13,38 | –     |
| Seggio di coalizione                   | Seggio di coalizione        | Seggio di coalizione | Danilo Bottiroli   | 1 937   | 13,44   | 1                   |        |       |       |
|                                        | Fabio Morreale              | Fabio Morreale       | Fabio Morreale     | 998     | 6,92    | Progetto Comune     | 959    | 6,81  | –     |
|                                        | Stefanella Ravazzi          | Stefanella Ravazzi   | Stefanella Ravazzi | 252     | 1,75    | Tortona in Comune   | 239    | 1,70  | –     |
| Totale                                 | Totale                      | 10 590               | 100                | 14 413  | 100     |                     | 14 081 | 100   | 16    |
|                                        |                             |                      |                    |         |         |                     |        |       |       |
| Fonte: Ministero dell'interno          |                             |                      |                    |         |         |                     |        |       |       |

## Biella

### Biella
| Candidati                              | Candidati                    | II turno             | II turno            | I turno | I turno | Liste                                 | Voti   | %     | Seggi |
| Candidati                              | Candidati                    | Voti                 | %                   | Voti    | %       | Liste                                 | Voti   | %     | Seggi |
| -------------------------------------- | ---------------------------- | -------------------- | ------------------- | ------- | ------- | ------------------------------------- | ------ | ----- | ----- |
|                                        | Marco Cavicchioli ✔️ Sindaco | 10 462               | 59,17               | 8 743   | 36,63   | Partito Democratico                   | 6 267  | 26,59 | 16    |
| Biella in Comune                       | Marco Cavicchioli ✔️ Sindaco | 10 462               | 59,17               | 8 743   | 36,63   | 1 116                                 | 4,73   | 2     |       |
| I Love Biella                          | Marco Cavicchioli ✔️ Sindaco | 10 462               | 59,17               | 8 743   | 36,63   | 833                                   | 3,53   | 2     |       |
| Sinistra Ecologia Libertà              | Marco Cavicchioli ✔️ Sindaco | 10 462               | 59,17               | 8 743   | 36,63   | 290                                   | 1,23   | –     |       |
| Italia dei Valori                      | Marco Cavicchioli ✔️ Sindaco | 10 462               | 59,17               | 8 743   | 36,63   | 133                                   | 0,56   | –     |       |
|                                        | Donato Gentile               | 7 220                | 40,83               | 8 634   | 36,17   | Forza Italia                          | 3 599  | 15,27 | 4     |
| Dino Gentile Sindaco                   | Donato Gentile               | 7 220                | 40,83               | 8 634   | 36,17   | 1 560                                 | 6,62   | 1     |       |
| Fratelli d'Italia - Alleanza Nazionale | Donato Gentile               | 7 220                | 40,83               | 8 634   | 36,17   | 1 223                                 | 5,19   | 1     |       |
| Lega Nord                              | Donato Gentile               | 7 220                | 40,83               | 8 634   | 36,17   | 947                                   | 4,02   | 1     |       |
| In corsa con Dino                      | Donato Gentile               | 7 220                | 40,83               | 8 634   | 36,17   | 529                                   | 2,24   | –     |       |
| Bi+Bi Positive                         | Donato Gentile               | 7 220                | 40,83               | 8 634   | 36,17   | 178                                   | 0,76   | –     |       |
| Partito Pensionati                     | Donato Gentile               | 7 220                | 40,83               | 8 634   | 36,17   | 143                                   | 0,61   | –     |       |
| Lista Pella - DC                       | Donato Gentile               | 7 220                | 40,83               | 8 634   | 36,17   | 124                                   | 0,53   | –     |       |
| Lista SiAmo Biella                     | Donato Gentile               | 7 220                | 40,83               | 8 634   | 36,17   | 104                                   | 0,44   | –     |       |
| Destre Unite                           | Donato Gentile               | 7 220                | 40,83               | 8 634   | 36,17   | 103                                   | 0,44   | –     |       |
| Seggio di coalizione                   | Seggio di coalizione         | Seggio di coalizione | 40,83               | 8 634   | 36,17   | 1                                     |        |       |       |
|                                        | Antonella Buscaglia          | Antonella Buscaglia  | Antonella Buscaglia | 2 805   | 11,75   | Movimento 5 Stelle                    | 2 782  | 11,80 | 1     |
| Seggio di coalizione                   | Seggio di coalizione         | Seggio di coalizione | Antonella Buscaglia | 2 805   | 11,75   | 1                                     |        |       |       |
|                                        | Antonio Ramella              | Antonio Ramella      | Antonio Ramella     | 1 525   | 6,39    | Buongiorno Biella (A)                 | 1 511  | 6,41  | 1     |
| Seggio di coalizione                   | Seggio di coalizione         | Seggio di coalizione | Antonio Ramella     | 1 525   | 6,39    | 1                                     |        |       |       |
|                                        | Luca Sangalli                | Luca Sangalli        | Luca Sangalli       | 969     | 4,06    | Biella 6 Tu                           | 670    | 2,84  | –     |
| Biella in Rosa                         | Luca Sangalli                | Luca Sangalli        | Luca Sangalli       | 969     | 4,06    | 109                                   | 0,46   | –     |       |
| Biella Mi Piace - Barazz8              | Luca Sangalli                | Luca Sangalli        | Luca Sangalli       | 969     | 4,06    | 106                                   | 0,45   | –     |       |
| No Tassametro                          | Luca Sangalli                | Luca Sangalli        | Luca Sangalli       | 969     | 4,06    | 58                                    | 0,25   | –     |       |
|                                        | Luigi Apicella               | Luigi Apicella       | Luigi Apicella      | 945     | 3,96    | Uniti per Biella                      | 939    | 3,98  | –     |
|                                        | Simone Coletta               | Simone Coletta       | Simone Coletta      | 249     | 1,04    | Nuovo Centrodestra - Unione di Centro | 247    | 1,05  | –     |
| Totale                                 | Totale                       | 17 682               | 100                 | 23 870  | 100     |                                       | 23 571 | 100   | 32    |
|                                        |                              |                      |                     |         |         |                                       |        |       |       |
| Fonte: Ministero dell'interno          |                              |                      |                     |         |         |                                       |        |       |       |

## Cuneo

### Alba
|                                        | Maurizio Marello ✔️ Sindaco | 9 188                | 50,63 | Partito Democratico | 4 698  | 27,59 | 9  |  |  |
| Con Marello per Alba                   | Maurizio Marello ✔️ Sindaco | 9 188                | 50,63 | 1 991               | 11,69  | 3     |    |  |  |
| Alba Città per Vivere                  | Maurizio Marello ✔️ Sindaco | 9 188                | 50,63 | 1 025               | 6,02   | 2     |    |  |  |
| Impegno per Alba                       | Maurizio Marello ✔️ Sindaco | 9 188                | 50,63 | 777                 | 4,56   | 1     |    |  |  |
|                                        | Giuseppe Rossetto           | 5 962                | 32,85 | Forza Italia        | 2 436  | 14,31 | 3  |  |  |
| Per Alba con Rossetto                  | Giuseppe Rossetto           | 5 962                | 32,85 | 1 107               | 6,50   | 1     |    |  |  |
| Alba Civica                            | Giuseppe Rossetto           | 5 962                | 32,85 | 789                 | 4,63   | 1     |    |  |  |
| Fratelli d'Italia - Alleanza Nazionale | Giuseppe Rossetto           | 5 962                | 32,85 | 695                 | 4,08   | 1     |    |  |  |
| Lega Nord                              | Giuseppe Rossetto           | 5 962                | 32,85 | 467                 | 2,74   | –     |    |  |  |
| Unione di Centro                       | Giuseppe Rossetto           | 5 962                | 32,85 | 152                 | 0,89   | –     |    |  |  |
| Seggio di coalizione                   | Seggio di coalizione        | Seggio di coalizione | 32,85 | 1                   |        |       |    |  |  |
|                                        | Ivano Martinetti            | 1 078                | 5,94  | Movimento 5 Stelle  | 1 067  | 6,27  | –  |  |  |
| Seggio di coalizione                   | Seggio di coalizione        | Seggio di coalizione | 5,94  | 1                   |        |       |    |  |  |
|                                        | Sebastiano Cavalli          | 972                  | 5,36  | Rinnovamento Civico | 469    | 2,75  | –  |  |  |
| Popolari per Alba                      | Sebastiano Cavalli          | 972                  | 5,36  | 379                 | 2,23   | –     |    |  |  |
| Nuovo Centrodestra                     | Sebastiano Cavalli          | 972                  | 5,36  | 111                 | 0,65   | –     |    |  |  |
| Seggio di coalizione                   | Seggio di coalizione        | Seggio di coalizione | 5,36  | 1                   |        |       |    |  |  |
|                                        | Pietro Ramunno              | 682                  | 3,76  | Alba al Centro      | 602    | 3,54  | –  |  |  |
|                                        | Massimo Corrado             | 267                  | 1,47  | Progetto Alba 2020  | 261    | 1,53  | –  |  |  |
| Totale                                 | Totale                      | 18 149               | 100   |                     | 17 026 | 100   | 24 |  |  |
|                                        |                             |                      |       |                     |        |       |    |  |  |
| Fonte: Ministero dell'interno          |                             |                      |       |                     |        |       |    |  |  |

### Bra
|                               | Bruna Sibille ✔️ Sindaco | 9 864                | 61,43 | Partito Democratico | 3 549  | 22,65 | 4  |  |  |
| Con Sibille per Bra           | Bruna Sibille ✔️ Sindaco | 9 864                | 61,43 | 3 161               | 20,17  | 4     |    |  |  |
| Città per Vivere              | Bruna Sibille ✔️ Sindaco | 9 864                | 61,43 | 1 100               | 7,02   | 1     |    |  |  |
| Impegno per Bra               | Bruna Sibille ✔️ Sindaco | 9 864                | 61,43 | 959                 | 6,12   | 1     |    |  |  |
| Bra al Centro                 | Bruna Sibille ✔️ Sindaco | 9 864                | 61,43 | 535                 | 3,41   | –     |    |  |  |
| Bra è Viva                    | Bruna Sibille ✔️ Sindaco | 9 864                | 61,43 | 308                 | 1,97   | –     |    |  |  |
|                               | Massimo Somaglia         | 2 845                | 17,72 | Forza Italia        | 1 138  | 7,26  | 1  |  |  |
| Somaglia per Bra              | Massimo Somaglia         | 2 845                | 17,72 | 699                 | 4,46   | 1     |    |  |  |
| Lega Nord                     | Massimo Somaglia         | 2 845                | 17,72 | 651                 | 4,15   | –     |    |  |  |
| Nuovo Centrodestra            | Massimo Somaglia         | 2 845                | 17,72 | 281                 | 1,79   | –     |    |  |  |
| Seggio di coalizione          | Seggio di coalizione     | Seggio di coalizione | 17,72 | 1                   |        |       |    |  |  |
|                               | Davide Tripodi           | 1 840                | 11,46 | Bra Domani          | 1 141  | 7,28  | 1  |  |  |
| Obiettivo Bra                 | Davide Tripodi           | 1 840                | 11,46 | 374                 | 2,39   | –     |    |  |  |
| Insieme per Tripodi           | Davide Tripodi           | 1 840                | 11,46 | 325                 | 2,07   | –     |    |  |  |
| Seggio di coalizione          | Seggio di coalizione     | Seggio di coalizione | 11,46 | 1                   |        |       |    |  |  |
|                               | Claudio Allasia          | 1 507                | 9,39  | Movimento 5 Stelle  | 1 448  | 9,24  | –  |  |  |
| Seggio di coalizione          | Seggio di coalizione     | Seggio di coalizione | 9,39  | 1                   |        |       |    |  |  |
| Totale                        | Totale                   | 16 056               | 100   |                     | 15 669 | 100   | 16 |  |  |
|                               |                          |                      |       |                     |        |       |    |  |  |
| Fonte: Ministero dell'interno |                          |                      |       |                     |        |       |    |  |  |

### Fossano
| Candidati                     | Candidati                  | II turno             | II turno           | I turno | I turno | Liste               | Voti   | %     | Seggi |
| Candidati                     | Candidati                  | Voti                 | %                  | Voti    | %       | Liste               | Voti   | %     | Seggi |
| ----------------------------- | -------------------------- | -------------------- | ------------------ | ------- | ------- | ------------------- | ------ | ----- | ----- |
|                               | Davide Sordella ✔️ Sindaco | 6 788                | 64,07              | 6 464   | 46,77   | Partito Democratico | 3 898  | 29,03 | 7     |
| 100 Lampadine                 | Davide Sordella ✔️ Sindaco | 6 788                | 64,07              | 6 464   | 46,77   | 1 581               | 11,78  | 2     |       |
| Fossano Cresce                | Davide Sordella ✔️ Sindaco | 6 788                | 64,07              | 6 464   | 46,77   | 745                 | 5,55   | 1     |       |
|                               | Antonio Vallauri           | 3 807                | 35,93              | 4 914   | 35,56   | Forza Italia        | 1 796  | 13,38 | 2     |
| Indipendenti di Centrodestra  | Antonio Vallauri           | 3 807                | 35,93              | 4 914   | 35,56   | 995                 | 7,41   | 1     |       |
| Lega Nord                     | Antonio Vallauri           | 3 807                | 35,93              | 4 914   | 35,56   | 878                 | 6,54   | 1     |       |
| Noi Amiamo Fossano            | Antonio Vallauri           | 3 807                | 35,93              | 4 914   | 35,56   | 572                 | 4,26   | –     |       |
| Insieme per Vallauri          | Antonio Vallauri           | 3 807                | 35,93              | 4 914   | 35,56   | 546                 | 4,07   | –     |       |
| Seggio di coalizione          | Seggio di coalizione       | Seggio di coalizione | 35,93              | 4 914   | 35,56   | 1                   |        |       |       |
|                               | Ilaria Riccardi            | Ilaria Riccardi      | Ilaria Riccardi    | 1 158   | 8,38    | Movimento 5 Stelle  | 1 143  | 8,51  | –     |
| Seggio di coalizione          | Seggio di coalizione       | Seggio di coalizione | Ilaria Riccardi    | 1 158   | 8,38    | 1                   |        |       |       |
|                               | Antonio Martorello         | Antonio Martorello   | Antonio Martorello | 665     | 4,81    | Fossano Futura      | 655    | 4,88  | –     |
|                               | Anna Damilano              | Anna Damilano        | Anna Damilano      | 619     | 4,48    | La Voce di Fossano  | 617    | 4,60  | –     |
| Totale                        | Totale                     | 10 595               | 100                | 13 820  | 100     |                     | 13 426 | 100   | 16    |
|                               |                            |                      |                    |         |         |                     |        |       |       |
| Fonte: Ministero dell'interno |                            |                      |                    |         |         |                     |        |       |       |

### Saluzzo
|                               | Mauro Calderoni ✔️ Sindaco | 4 794                | 52,18 | Uniti per Saluzzo | 961   | 11,31 | 2  |  |  |
| Una Città da Amare            | Mauro Calderoni ✔️ Sindaco | 4 794                | 52,18 | 891               | 10,48 | 2     |    |  |  |
| Sinistra Saluzzese            | Mauro Calderoni ✔️ Sindaco | 4 794                | 52,18 | 826               | 9,72  | 2     |    |  |  |
| Polo Civico                   | Mauro Calderoni ✔️ Sindaco | 4 794                | 52,18 | 718               | 8,45  | 2     |    |  |  |
| Città Democratica             | Mauro Calderoni ✔️ Sindaco | 4 794                | 52,18 | 662               | 7,79  | 1     |    |  |  |
| Moderati                      | Mauro Calderoni ✔️ Sindaco | 4 794                | 52,18 | 462               | 5,44  | 1     |    |  |  |
|                               | Carlo Savio                | 4 394                | 47,82 | Forza Italia      | 1 378 | 16,22 | 2  |  |  |
| Lega Nord                     | Carlo Savio                | 4 394                | 47,82 | 947               | 11,14 | 1     |    |  |  |
| Saluzzo Domani                | Carlo Savio                | 4 394                | 47,82 | 653               | 7,68  | 1     |    |  |  |
| Alleanza Popolari Liberali    | Carlo Savio                | 4 394                | 47,82 | 523               | 6,15  | 1     |    |  |  |
| Progetto Saluzzo              | Carlo Savio                | 4 394                | 47,82 | 477               | 5,61  | –     |    |  |  |
| Seggio di coalizione          | Seggio di coalizione       | Seggio di coalizione | 47,82 | 1                 |       |       |    |  |  |
| Totale                        | Totale                     | 9 188                | 100   |                   | 8 498 | 100   | 16 |  |  |
|                               |                            |                      |       |                   |       |       |    |  |  |
| Fonte: Ministero dell'interno |                            |                      |       |                   |       |       |    |  |  |

### Savigliano
| Candidati                     | Candidati                | II turno             | II turno          | I turno | I turno | Liste               | Voti   | %     | Seggi |
| Candidati                     | Candidati                | Voti                 | %                 | Voti    | %       | Liste               | Voti   | %     | Seggi |
| ----------------------------- | ------------------------ | -------------------- | ----------------- | ------- | ------- | ------------------- | ------ | ----- | ----- |
|                               | Claudio Cussa ✔️ Sindaco | 4 944                | 59,17             | 5 879   | 49,81   | Partito Democratico | 3 922  | 34,52 | 8     |
| Insieme per Savigliano        | Claudio Cussa ✔️ Sindaco | 4 944                | 59,17             | 5 879   | 49,81   | 606                 | 5,33   | 1     |       |
| Cittàfutura                   | Claudio Cussa ✔️ Sindaco | 4 944                | 59,17             | 5 879   | 49,81   | 557                 | 4,90   | 1     |       |
| La Civica per Savigliano      | Claudio Cussa ✔️ Sindaco | 4 944                | 59,17             | 5 879   | 49,81   | 464                 | 4,08   | –     |       |
| Moderati                      | Claudio Cussa ✔️ Sindaco | 4 944                | 59,17             | 5 879   | 49,81   | 281                 | 2,47   | –     |       |
|                               | Marco Buttieri           | 3 421                | 40,94             | 3 727   | 31,57   | Siamo Savigliano    | 1 291  | 11,36 | 2     |
| Forza Italia                  | Marco Buttieri           | 3 421                | 40,94             | 3 727   | 31,57   | 750                 | 6,60   | 1     |       |
| Progetto per Savigliano       | Marco Buttieri           | 3 421                | 40,94             | 3 727   | 31,57   | 567                 | 4,99   | –     |       |
| Lega Nord                     | Marco Buttieri           | 3 421                | 40,94             | 3 727   | 31,57   | 518                 | 4,56   | –     |       |
| La Nuova Politica             | Marco Buttieri           | 3 421                | 40,94             | 3 727   | 31,57   | 412                 | 3,63   | –     |       |
| Seggio di coalizione          | Seggio di coalizione     | Seggio di coalizione | 40,94             | 3 727   | 31,57   | 1                   |        |       |       |
|                               | Antonello Portera        | Antonello Portera    | Antonello Portera | 2 023   | 17,14   | Movimento 5 Stelle  | 1 854  | 16,32 | 1     |
| Seggio di coalizione          | Seggio di coalizione     | Seggio di coalizione | Antonello Portera | 2 023   | 17,14   | 1                   |        |       |       |
|                               | Carlo Branca             | Carlo Branca         | Carlo Branca      | 175     | 1,48    | Forza Nuova         | 141    | 1,24  | –     |
| Totale                        | Totale                   | 8 356                | 100               | 11 804  | 100     |                     | 11 363 | 100   | 16    |
|                               |                          |                      |                   |         |         |                     |        |       |       |
| Fonte: Ministero dell'interno |                          |                      |                   |         |         |                     |        |       |       |

## Novara

### Galliate
| Candidati                              | Candidati                 | II turno             | II turno       | I turno | I turno | Liste                | Voti  | %     | Seggi |
| Candidati                              | Candidati                 | Voti                 | %              | Voti    | %       | Liste                | Voti  | %     | Seggi |
| -------------------------------------- | ------------------------- | -------------------- | -------------- | ------- | ------- | -------------------- | ----- | ----- | ----- |
|                                        | Davide Ferrari ✔️ Sindaco | 3 583                | 55,62          | 3 872   | 48,32   | Lega Nord            | 1 158 | 14,97 | 4     |
| Forza Italia                           | Davide Ferrari ✔️ Sindaco | 3 583                | 55,62          | 3 872   | 48,32   | 1 104                | 14,27 | 3     |       |
| Lista Ferrari                          | Davide Ferrari ✔️ Sindaco | 3 583                | 55,62          | 3 872   | 48,32   | 823                  | 10,64 | 2     |       |
| La Mia Città                           | Davide Ferrari ✔️ Sindaco | 3 583                | 55,62          | 3 872   | 48,32   | 339                  | 4,38  | 1     |       |
| Fratelli d'Italia - Alleanza Nazionale | Davide Ferrari ✔️ Sindaco | 3 583                | 55,62          | 3 872   | 48,32   | 220                  | 2,84  | –     |       |
|                                        | Laura Meda                | 2 859                | 44,38          | 3 172   | 39,58   | Partito Democratico  | 2 205 | 28,50 | 3     |
| Progetto Comune                        | Laura Meda                | 2 859                | 44,38          | 3 172   | 39,58   | 677                  | 8,75  | 1     |       |
| Centrosinistra Galliate                | Laura Meda                | 2 859                | 44,38          | 3 172   | 39,58   | 244                  | 3,15  | –     |       |
| Seggio di coalizione                   | Seggio di coalizione      | Seggio di coalizione | 44,38          | 3 172   | 39,58   | 1                    |       |       |       |
|                                        | Roberto Caprai            | Roberto Caprai       | Roberto Caprai | 917     | 11,44   | Movimento 5 Stelle   | 916   | 11,84 | –     |
| Seggio di coalizione                   | Seggio di coalizione      | Seggio di coalizione | Roberto Caprai | 917     | 11,44   | 1                    |       |       |       |
|                                        | Luigi Torriani            | Luigi Torriani       | Luigi Torriani | 53      | 0,66    | Democrazia Cristiana | 51    | 0,66  | –     |
| Totale                                 | Totale                    | 6 442                | 100            | 8 014   | 100     |                      | 7 737 | 100   | 16    |
|                                        |                           |                      |                |         |         |                      |       |       |       |
| Fonte: Ministero dell'interno          |                           |                      |                |         |         |                      |       |       |       |

## Verbano-Cusio-Ossola

### Verbania
| Candidati                              | Candidati                     | II turno             | II turno          | I turno | I turno | Liste                              | Voti   | %     | Seggi |
| Candidati                              | Candidati                     | Voti                 | %                 | Voti    | %       | Liste                              | Voti   | %     | Seggi |
| -------------------------------------- | ----------------------------- | -------------------- | ----------------- | ------- | ------- | ---------------------------------- | ------ | ----- | ----- |
|                                        | Silvia Marchionini ✔️ Sindaco | 8 185                | 77,89             | 7 788   | 46,91   | Partito Democratico                | 5 941  | 36,95 | 17    |
| Con Silvia per Verbania                | Silvia Marchionini ✔️ Sindaco | 8 185                | 77,89             | 7 788   | 46,91   | 1 037                              | 6,45   | 2     |       |
| Sinistra Unita (SEL - PdCI)            | Silvia Marchionini ✔️ Sindaco | 8 185                | 77,89             | 7 788   | 46,91   | 467                                | 2,90   | 1     |       |
| Verbania Bene Comune                   | Silvia Marchionini ✔️ Sindaco | 8 185                | 77,89             | 7 788   | 46,91   | 254                                | 1,58   | –     |       |
|                                        | Mirella Cristina              | 2 323                | 22,11             | 2 912   | 17,54   | Forza Italia                       | 1 745  | 10,85 | 3     |
| Lega Nord                              | Mirella Cristina              | 2 323                | 22,11             | 2 912   | 17,54   | 818                                | 5,09   | 1     |       |
| Fratelli d'Italia - Alleanza Nazionale | Mirella Cristina              | 2 323                | 22,11             | 2 912   | 17,54   | 286                                | 1,78   | –     |       |
| Seggio di coalizione                   | Seggio di coalizione          | Seggio di coalizione | 22,11             | 2 912   | 17,54   | 1                                  |        |       |       |
|                                        | Carlo Bava                    | Carlo Bava           | Carlo Bava        | 1 987   | 11,97   | Sinistra & Ambiente                | 843    | 5,24  | 1     |
| Cittadini con Voi                      | Carlo Bava                    | Carlo Bava           | Carlo Bava        | 1 987   | 11,97   | 826                                | 5,14   | –     |       |
| Seggio di coalizione                   | Seggio di coalizione          | Seggio di coalizione | Carlo Bava        | 1 987   | 11,97   | 1                                  |        |       |       |
|                                        | Marco Parachini               | Marco Parachini      | Marco Parachini   | 1 957   | 11,79   | Comunità.Vb                        | 1 063  | 6,61  | 1     |
| Nuovo Centrodestra - Unione di Centro  | Marco Parachini               | Marco Parachini      | Marco Parachini   | 1 957   | 11,79   | 874                                | 5,44   | 1     |       |
| Seggio di coalizione                   | Seggio di coalizione          | Seggio di coalizione | Marco Parachini   | 1 957   | 11,79   | 1                                  |        |       |       |
|                                        | Roberto Campana               | Roberto Campana      | Roberto Campana   | 1 593   | 9,59    | Movimento 5 Stelle                 | 1 566  | 9,74  | 1     |
| Seggio di coalizione                   | Seggio di coalizione          | Seggio di coalizione | Roberto Campana   | 1 593   | 9,59    | 1                                  |        |       |       |
|                                        | Giorgio Restelli              | Giorgio Restelli     | Giorgio Restelli  | 225     | 1,36    | Movimento Civico Insubria Verbania | 217    | 1,35  | –     |
|                                        | Stefano Gaggiotti             | Stefano Gaggiotti    | Stefano Gaggiotti | 141     | 0,85    | Liberalitalia - Liberiamo Verbania | 140    | 0,87  | –     |
| Totale                                 | Totale                        | 10 508               | 100               | 16 603  | 100     |                                    | 16 077 | 100   | 32    |
|                                        |                               |                      |                   |         |         |                                    |        |       |       |
| Fonte: Ministero dell'interno          |                               |                      |                   |         |         |                                    |        |       |       |

## Vercelli

### Vercelli
| Candidati                                | Candidati              | II turno             | II turno         | I turno | I turno | Liste                                 | Voti   | %     | Seggi |
| Candidati                                | Candidati              | Voti                 | %                | Voti    | %       | Liste                                 | Voti   | %     | Seggi |
| ---------------------------------------- | ---------------------- | -------------------- | ---------------- | ------- | ------- | ------------------------------------- | ------ | ----- | ----- |
|                                          | Maura Forte ✔️ Sindaco | 11 200               | 67,50            | 8 518   | 35,41   | Partito Democratico                   | 6 613  | 28,28 | 12    |
| Cambia Vercelli                          | Maura Forte ✔️ Sindaco | 11 200               | 67,50            | 8 518   | 35,41   | 1 358                                 | 5,81   | 2     |       |
| Scelta Civica - Vercelli Piemonte Europa | Maura Forte ✔️ Sindaco | 11 200               | 67,50            | 8 518   | 35,41   | 394                                   | 1,68   | –     |       |
|                                          | Enrico Demaria         | 5 392                | 32,50            | 6 483   | 26,95   | Forza Italia                          | 3 723  | 15,92 | 5     |
| Lista civica Enrico Demaria              | Enrico Demaria         | 5 392                | 32,50            | 6 483   | 26,95   | 1 246                                 | 5,33   | 1     |       |
| Lega Nord                                | Enrico Demaria         | 5 392                | 32,50            | 6 483   | 26,95   | 898                                   | 3,84   | 1     |       |
| Fratelli d'Italia - Alleanza Nazionale   | Enrico Demaria         | 5 392                | 32,50            | 6 483   | 26,95   | 397                                   | 1,70   | –     |       |
| Destre Unite                             | Enrico Demaria         | 5 392                | 32,50            | 6 483   | 26,95   | 187                                   | 0,80   | –     |       |
| Seggio di coalizione                     | Seggio di coalizione   | Seggio di coalizione | 32,50            | 6 483   | 26,95   | 1                                     |        |       |       |
|                                          | Alberto Perfumo        | Alberto Perfumo      | Alberto Perfumo  | 4 072   | 16,93   | SiAmo Vercelli (A)                    | 3 195  | 13,66 | 5     |
| SiAmo Giovani (B)                        | Alberto Perfumo        | Alberto Perfumo      | Alberto Perfumo  | 4 072   | 16,93   | 591                                   | 2,53   | –     |       |
| Seggio di coalizione                     | Seggio di coalizione   | Seggio di coalizione | Alberto Perfumo  | 4 072   | 16,93   | 1                                     |        |       |       |
|                                          | Adriano Brusco         | Adriano Brusco       | Adriano Brusco   | 1 943   | 8,08    | Movimento 5 Stelle                    | 1 924  | 8,23  | 1     |
| Seggio di coalizione                     | Seggio di coalizione   | Seggio di coalizione | Adriano Brusco   | 1 943   | 8,08    | 1                                     |        |       |       |
|                                          | Remo Bassini           | Remo Bassini         | Remo Bassini     | 1 670   | 6,94    | Voce Libera                           | 960    | 4,11  | 1     |
| Sinistra per Bassini                     | Remo Bassini           | Remo Bassini         | Remo Bassini     | 1 670   | 6,94    | 571                                   | 2,44   | –     |       |
| Seggio di coalizione                     | Seggio di coalizione   | Seggio di coalizione | Remo Bassini     | 1 670   | 6,94    | 1                                     |        |       |       |
|                                          | Giovanni Mazzeri       | Giovanni Mazzeri     | Giovanni Mazzeri | 705     | 2,93    | Moderati per il Centrosinistra        | 687    | 2,94  | –     |
|                                          | Bruno Poy              | Bruno Poy            | Bruno Poy        | 664     | 2,76    | Nuovo Centrodestra - Unione di Centro | 642    | 2,75  | –     |
| Totale                                   | Totale                 | 16 592               | 100              | 24 055  | 100     |                                       | 23 386 | 100   | 32    |
|                                          |                        |                      |                  |         |         |                                       |        |       |       |
| Fonte: Ministero dell'interno            |                        |                      |                  |         |         |                                       |        |       |       |

## Piccoli Comuni

### Incisa Scapaccino
|                               | Matteo Massimelli ✔️ Sindaco | 563   | 44,30 | Noi per Incisa | 563   | 44,30 | 7  |  |  |
|                               | Mario Porta                  | 409   | 32,18 | Lista Nuova    | 409   | 32,18 | 2  |  |  |
|                               | Paolo Guercio                | 299   | 23,52 | Terza Lista    | 299   | 23,52 | 1  |  |  |
| Totale                        | Totale                       | 1 271 | 100   |                | 1 271 | 100   | 10 |  |  |
|                               |                              |       |       |                |       |       |    |  |  |
| Schede bianche                | Schede bianche               | 32    | 2,40  |                |       |       |    |  |  |
| Schede nulle                  | Schede nulle                 | 63    | 4,72  |                |       |       |    |  |  |
| Votanti                       | Votanti                      | 1 334 | 71,26 |                |       |       |    |  |  |
| Elettori                      | Elettori                     | 1 872 |       |                |       |       |    |  |  |
|                               |                              |       |       |                |       |       |    |  |  |
| Fonte: Ministero dell'interno |                              |       |       |                |       |       |    |  |  |